# Arques (Aude)
Arques è un comune francese di 274 abitanti situato nel dipartimento dell'Aude nella regione dell'Occitania.

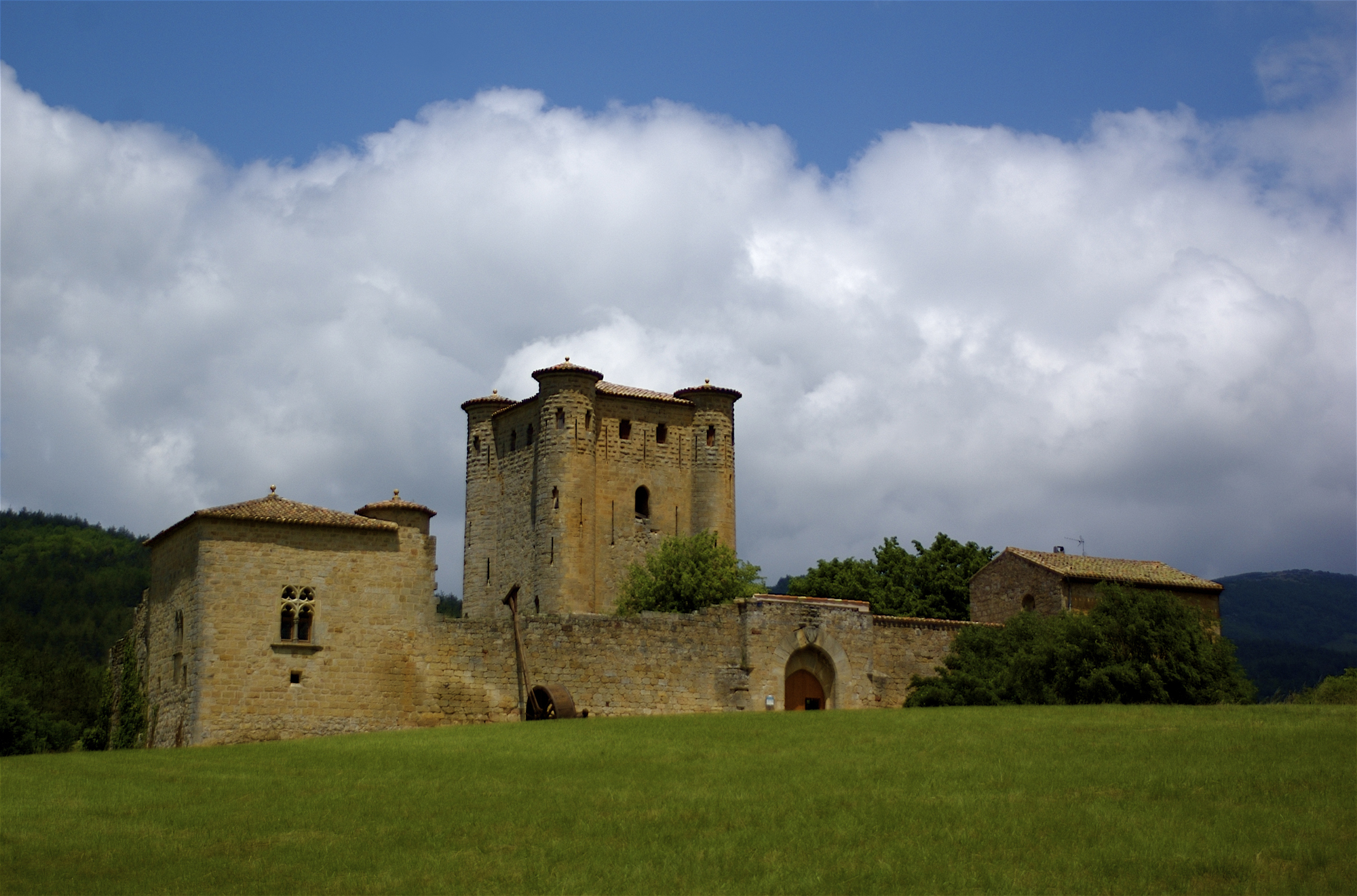
Il castello di Arques

## Società

### Evoluzione demografica
Abitanti censiti